# مصنعة مارية
مصنعة مارية (14°30’شمال; 44°15’شرق) تقع في محافظة ذمار باليمن ، كانت من أكبر مناطق مملكة حمير قبل الإسلام. في اللغة المحلية فإن الاسم معناه القلعة. يقع الموقع 11 كيلومتر غرب مدينة ذمار. جرفت المنطقة قبل ظهور الإسلام. داخل إحدى بوابات المدينة الأربع نص مكتوب بالسبئية يصف الطرق في المنطقة.